# Boddega
Boddega es un grupo de rock pop, procedente de Guayaquil, Ecuador, país en el cual logró mucha popularidad durante la década del 70.

## Historia
Boddega se formó en 1971, con inversión económica de Miguel y Homero Gallardo Romero, fue 
uno de los pilares de la música moderna de la década del 70. Con influencia pop comercial, sus temas fueron en la mayoría inéditos en una época donde grabar temas propios en Ecuador era un desafío.
El nombre Boddega se originó debido a que ensayaban en una Bodega propiedad de un amigo del grupo Carlos Roggiero Rolando. El Súper grupo Boddega como se lo llegó a denominar tuvo su primera actuación pública en noviembre de 1971 para la Academia Naval Almirante Illingworth.
En abril de 1972 la disquera IFESA bajo la conducción de Efrén Avilés Pino, lanzan al mercado su primer disco de 45RPM "El hombre sin cabeza", cuyo autor y compositor corresponde al guitarrista Gustavo Pacheco; el éxito fue inmediato e inesperado, este tema serviría luego para identificar al grupo, su guitarrista y compositor de la música Gustavo Pacheco usaba un afro y eso aun identificaba más al grupo con el tema.
Durante su carrera realizaron miles de presentaciones en todos los escenarios del país, ganaron todos los galardones otorgados por la prensa especializada en diferentes denominaciones. Fue el primer grupo de música moderna en romper el [esquema] de tocar en kermesses populares y colegiales, destinadas antes solamente para orquestas de género tropical, el resultado no se hizo esperar con una respuesta abrumadora del público y con el mérito de que su repertorio era el 90% inédito. En agosto de 1974 hicieron una gira a Nueva York y se hicieron acreedores al trofeo Primavera.
Luego de su disolución por el año 1982 el grupo Boddega con sus integrantes originales ha tenido muy pocas presentaciones esporádicas entre las cuales podemos citar: En el año 1996 se reúnen para una teletón organizada por el Presidente [Abdalá Bucaram]. Se vuelven a reunir para agosto de 2005 en el Flushing Park de Nueva York con motivo de las fiestas de la independencia de Ecuador.
En el año 2000 - 2001 hace el grupo un re-lanzamiento, realizan una mini-gira por el país con bastante éxito y lanzan lo que sería su último CD titulado "Ayer y siempre". Esta producción ya no fue de IFESA, estuvo a cargo de Miguel Gallardo Romero, sus integrantes fueron: Francisco Andrade (carioca) voz principal, Juan Carlos Zuñiga batería, Luis Izurieta teclados y Gustavo Pacheco Guitarra.
Los exintegrantes fundadores originales del grupo Boddega: Homero Gallardo Romero, Gelo Cárdenas Jaramillo, Jorge Terán Jalil y Roberto Jijón Erazo están retirados de la música.

### Historia de sus integrantes
- Miguel Gallardo Romero (percusión), guitarrista del grupo rock Los Hippies 1968 - 1971, luego a Boddega.
- Homero Gallardo Romero (teclados), teclista del grupo rock Los Hippies en 1969 - 1971 luego a Boddega  y del grupo de heavy metal Freedom en 1981
- Enrique Alín Dillón (bajo), bajista del grupo rock Los Hippies 1968 - 1971 se integró a  Boddega.
- Gelo Cárdenas Jaramillo (vocal), guitarrista del grupo rock Los Hippies en 1969 - 1971 se integró a Boddega , cantante del grupo pop Los Vanders en 1968, Voz principal del grupo vocal Los Cardenales en 1977.
- Jorge Terán Jalil (batería) baterista del grupo rock Los Hippies en 1968 - 1971 se integró a  Boddega.
- Gustavo Pacheco Cucalón (guitarra), considerado como uno de los íconos de la guitarra del Ecuador, Guitarrista del grupo [rock and roll] [Los Picapiedras] en 1966, exguitarrista del grupo [pop] [Los Incógnitos en 1969. Exesposo de la gran cantante y exdiputada Silvana Ibarra,  ha acompañado en la guitarra a Betty Missiego, Jose Jose, Chayanne, Piero, Leo Dan, Nelson Ned, Rumba Tres, Shaun Casiddy, Armando Manzanero, Olga Gillot, Paloma San Basilio, Jesús Roco, El Greco, Marco, Sophy, Rocío Dúrcal, y a una gran cantidad de artistas de paso por Ecuador.
- Roberto Jijón Erazo (bajo), bajista del grupo pop La Banda Negra en 1972
- Enrique Navarro Terán (vocal), baterista del grupo pop [Los Juniors] en 1973, Baterista del grupo pop [Caudal] en 1980, actualmente forma un grupo con Roberto Viera Muñóz exguitarrista de Los Corvets.
- Francisco Andrade conocido como "Carioca" (vocal), cantó en el grupo pop Los Ginos en 1972, [Los Pumas] en 1977, grupos del recuerdo como [Los Abuelos].

## Miembros fundadores
- [Gelo Cárdenas Jaramillo] - vocal 1971-1974.
- [Miguel Gallardo Romero] - [percusión] 1971-1982 ; 2000-2002
- [Homero Gallardo Romero] - teclados 1971-1976 ; 1978-1980
- [Gustavo Pacheco Cucalón] - guitarra 1971-1975; 2000-actual.
- [Jorge Terán Jalil] -  (batería) 1971-1974.
- [Enrique Alín Dillón] - [bajo) 1971-1972.

### Miembros pasados
- Luis Alvear(+) - teclados 1971.
- Roberto Jijón Erazo - bajo 1972-1976.
- Enrique Navarro Terán - vocal 1974-1975.
- Francisco Andrade "Carioca" - Vocal 1974-1976.
- Carlos del Campo Rivas - batería 1974-1976.

Y los chilenos: 
- Chico-Tito (+) - vocal 1976-1978.
- Pollo Cerda (+) - Batería 1976-1979.
- Patricio Navia - teclados 1976-1978.
- Patricio Lara Lagos - guitarra 1977-1982.
- Víctor Mella - guitarra 1976-1978

### También han formado parte
- Teclados: Luis Benites, Bilo Albán, Iván Egas, Luis Izurieta y el chileno David Medrano.
- Percusión: Alberto Llorente, Cristian Clavijo
- Vocalistas: Tito Froment(+), Patricio Yepez, Vicente Párraga y los chilenos Lorenzo Baeza, Juan Manuel Zamora "Mota" y el Chico Jaramillo(+).
- Bajo: Victor Hugo Torres, Alejandro Cañote, Fabricio Rodríguez y los chilenos Jaime Alfaro y Toño Pérez (+).
- Guitarra: Roberto Bolaños Terán y el chileno Segundo Parraguez(+)
- batería: los chilenos Pepe Ubilla y Juan Carlos Zúñiga(+).

### Formación actual
- Gustavo Pachecho: guitarrista, director y compositor de gran trayectoria siendo este la primera guitarra del país
- Alfonso "Poncho" Soto: bajista, cantante y showman de origen chileno y con muchas años en el país tocando otros instrumentos como guitarra y a la vez cantante
- Javier Tamayo: vocalista dedicado al estilo romántico con múltiples presentaciones a nivel nacional
- Andrés Alban: baterista de gran trayectoria, con un estilo sólido en el rock y pionero en el estilo heavy metal en el país con la banda Spectrum
- Magdalo Quiroz: tecladista y pianista de gran recorrido musical dentro y fuera del país

Con esta formación BODDEGA recorre el país brindando su música y manteniéndose activo dentro del pentagrama musical nacional. También realizan giras en Estados Unidos y países de Europa trayendo recuerdos a toda la colonia ecuatoriana y europea que aprecia su música.

## Discografía

### Álbumes

#### BODDEGA Vol. 1 - 1973
Chevere Che - Gelo Cárdenas / Gustavo Pacheco
Oh...mi amor - Enrique Alín
El Hombre sin cabeza - Gustavo Pacheco
La ideal - Gelo Cárdenas / Gustavo Pacheco
La ley de la muerte - instrumental Gustavo Pacheco
No me dejes solo - Gustavo Pacheco
La que se fue - Enrique Alín
En tu corazón tengo un lugar - Gustavo Pacheco
El otro lado del mundo - Gelo Càrdenas
Tu tienes la culpa - Gelo Càrdenas
Acaso te ofendí - Gelo Càrdenas
Vendrás a mi - Gelo Càrdenas

#### BODDEGA VOl. 2 - 1975
Semanas, meses y años - Gustavo Pacheco
Los problemas de mi corazón - Gustavo Pacheco
Te amaré - Gustavo Pacheco
No debes llorar por mi - Roberto Montalvan
Seremos dos - Gustavo Pacheco
Shulley - Roberto Jijón
Solo a usted - Gustavo Pacheco
Tanto como ayer - Gustavo Pacheco
Recuerdos de un tierno amor - Gustavo Pacheco
ven señor - Gustavo Pacheco
Y te recuerdo siempre - Roberto Jijón - Homero Gallardo
Alexandra - Gustavo Pacheco

#### CD. Lo mejor de Boddega - 1983
En tu corazón tengo un lugar - Gustavo Pacheco
100 Kilos de barro - Bob Elgin, Luther Dixon, Kay Roger.
Dame tu amor - Gustavo Pacheco
Seremos dos - Gustavo Pacheco
Quiero tener siempre tu carita - Gustavo Pacheco
Semanas, meses y años - Gustavo Pacheco
Flor sin retoño - [Rubén Fuentes]
El Hombre sin cabeza - Mario Vargas / Gustavo Pacheco
Los problemas de mi corazón - Gustavo Pacheco
En tus ojos y en tu sonrisa - Gustavo Pacheco
Solo a usted - Gustavo Pacheco
Jaque Mate - Kleber García / Gustavo Pacheco
Chevere Che - Gelo Cardenas /Gustavo Pacheco
Oh...mi amor - Enrique Alín
La ideal - Gelo Cárdenas / Gustavo Pacheco
No me dejes solo - Gustavo Pacheco
El otro lado del mundo - Gelo Cárdenas
Tu tienes la culpa - Gelo Càrdenas
Acaso te ofendí - Gelo Càrdenas
Vendrás a mi - Gelo Càrdenas
Te amaré - Gustavo Pacheco
No debes llorar por mi - Roberto Montalvan
Tanto como ayer - Gustavo Pacheco
Y te recuerdo siempre - Roberto Jijón - Homero Gallardo

### EP

#### BODDEGA EP.- 1974
Quiero tener siempre tu carita - Gustavo Pacheco
Busquemos el amor - Eduardo Neira
Muñequita de porcelana Gustavo Pacheco
No me dejes así - Eduardo Neira / Enrique Navarro

#### CD. Boddega "ayer y siempre" 2001
Todas las composiciones de Gustavo Pacheco Cucalón.
25 años.
Dame tu amor.
Que será de mi.
En tu corazón tengo un lugar.
Mi negra.
En tus ojos y en tu sonrisa.
La ópera del tiempo.
El hombre sin cabeza.Letra de Mario Vargas
La historia de Pepe.
Vuelve a mi lado.
Cántale, cántale.
Ven chiquilla ven.

### Sencillos
- El hombre sin cabeza - [abril de 1972] Gustavo Pacheco
- La barca y el mar - abril de 1972 - Enrique Alín
- El mundo gira - mayo de 1972 - Enrique Alín
- El otro lado del mundo - mayo de 1972 - Gelo Cárdenas
- En tu corazón tengo un lugar - 1972 - Gustavo Pacheco
- Flor sin retoño - 1973 - Rubén Fuentes
- Acaso te ofendí - 1973 - Gustavo Pacheco
- Chevere che - 1973 - Gelo Cárdenas / Gustavo Pacheco
- Dame tu amor - 1973 - Gustavo Pacheco
- No volvere a enamorame mas - 1974 - Gustavo Pacheco
- Jaque Mate - 1974 - Kleber García / Gustavo Pacheco
- 100 kilos de barro - 1976 - Bob Elgin, Luther Dixon, Kay Roger.
- Señorita Grandeza - 1976 - Jorge Pedreros.

### Otros
- Vamos a caminar - Gustavo Pacheco 1974 (Varios intérpretes)

- Datos: Q5731051